# Distrikt Yauyos (Jauja)
Der Distrikt Yauyos liegt in der Provinz Jauja in der Region Junín in Südwest-Zentral-Peru. Der Distrikt wurde am 25. Januar 1965 gegründet. Er hat eine Fläche von 19,6 km². Beim Zensus 2017 lebten 8992 Einwohner in Yauyos. Im Jahr 1993 lag die Einwohnerzahl bei 9012, im Jahr 2007 bei 9377. Verwaltungssitz ist die auf einer Höhe von 3410 m gelegene Kleinstadt Yauyos mit 8637 Einwohnern (Stand 2017). Yauyos bildet einen südlichen Vorort der Provinzhauptstadt Jauja und liegt lediglich 600 m von deren Stadtzentrum entfernt.

## Geografische Lage
Der Distrikt Yauyos liegt im Andenhochland zentral in der Provinz Jauja. Der Distrikt liegt am linken Flussufer des nach Osten strömenden Río Mantaro.
Der Distrikt Yauyos grenzt im Südwesten an den Distrikt Parco, im Nordwesten an den Distrikt Marco, im Norden an den Distrikt Acolla, im Nordosten an den Distrikt Jauja, im Osten an den Distrikt Sausa sowie im Südosten an den Distrikt Huaripampa.